# 숨마 리
숨마 리는 힌두쿠시-카라코람 산맥에 위치한 산으로, 1봉과 2봉의 두 개의 봉우리로 이루어져 있다. 등정 사례가 없는 가장 높은 산들 중 하나이다.